# قصر أم عريف
قصر أم عريف هو قصر أموي يقع على مسافة 7 كم خارج الكوفة، العراق. وللقصر السور أبراجه نصف دائرية قطرها 3 أمتار وتنتهي أطراف السور حيث يتصل بعضه ببعض بأبراج نصف دائرية أيضاً.
ولم يكن السور مربع في جميع أجزائه فالضلع الشرقي منه ينتهي من الشمال الشرقي بحنية تؤلف زاوية قائمة وكذلك ضلعه الشمالي الغربي إذ يبرز إلى الخارج على شكل مستطيل غير تام الأضلاع ويخلو من الأبراج التي تتفرق على أغلب أضلاع السور.

## تاريخ بناء القصر
وبحسب ما تدل اللقى أثرية المكتشفة فيه فإن تاريخ بناء القصر يعتقد انه يرجع إلى أواخر العصر الأموي حيث قد عثر فيه على قطعة نقدية سكت عام 128هـ في مدينة الكوفة وهذا التاريخ يقرب من عهد يزيد بن عمر بن هبيرة كما أن بعض الزخارف المحلاة بنقوش نباتية يعود زمنها إلى نهاية العصر الأموي كما أن قطع الفخار التي عثر عليها في أثناء الحفائر تتفق وقطع الفخار التي كشف عنها في دار الإمارة والتي ترجع إلى العصر العباسي.